# Oldham-kapcsoló

Oldham-kapcsoló animációja

Az Oldham-kapcsoló egy tengelykapcsoló, mellyel két párhuzamos tengely köthető össze, ha kisméretű sugárirányú eltérésük van. A kapcsoló három tárcsából áll, egyik a hajtó tengelyre a másik a hajtott tengelyre van szerelve, a középső tárcsa egy-egy egymásra merőleges retesszel vagy saját anyagából kialakított bordával illeszkedik a másik két tárcsa hornyába. A hajtó tengely körbeforgatásakor a középső tárcsa bordája elcsúszik a megfelelő horonyban és így egyenlíti ki a két tengely egytengelyűségi hibáját.
A kapcsolón átvitt nyomaték a tárcsa bordáinak és a két szélső tárcsa hornyainak súrlódása miatt erősen koptatja az alkatrészeket, emiatt megfelelő anyagpárosítást kell használni és a felületeket kenni kell.
A középső tárcsa nemcsak a tengelyek szögsebességével azonos szögsebességgel forog, hanem kétszeres szögsebességgel bolygó mozgást is végez egy olyan geometriai tengely körül, mely a két forgórész tengelye között félúton helyezkedik el és velük párhuzamos. A bolygó mozgás miatt a két tengely végét a középső tárcsára ható centrifugális erő is terheli. Ennek az {\displaystyle F_{c}\,} erőnek a nagysága, ha a két tengely távolsága {\displaystyle e\,}:
{\displaystyle F_{c}={\frac {e}{2}}(2\omega )^{2}\,}
Gyorsforgású tengelyek esetén törekszenek arra, hogy a középső tárcsa mérete és anyagának sűrűsége a lehető legkisebb legyen a járulékos dinamikus erők csökkentése céljából.
Ez a tengelykapcsoló sokkal kisebb helyet foglal el, mint a hasonló feladatra használható kardántengely vagy Hardy-tárcsa.
A tengelykapcsoló John Oldham ír mérnök találmánya, aki 1820-ban alkalmazta először egy kerekes gőzhajó tervezésekor.

## Külső hivatkozások
- Oldham-kapcsoló Flash animációja
- Tengelykapcsolók
- Oldham életrajza a Cornell Universityn